# 偽軍

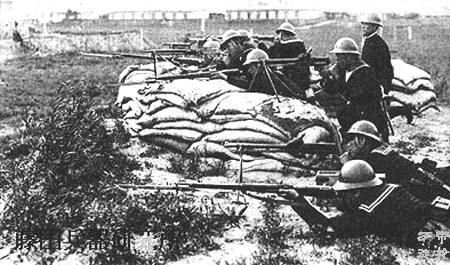
伪满洲国江上军

偽軍，亦稱傀儡軍等，指由被佔领国国民组成、並与侵略国合作的军队。如果侵略成功，被奪領土成了侵略國的一部分，这个帶貶義的称呼名义上就不再成立。反击侵略成功后，原偽軍士兵多会受到廣泛的指責。
现代汉语语境中则指第二次中日戰爭時期，由佔領區人民或傀儡政權自愿或被迫組成的協助侵华日军進行軍事活動的部队。不同時期各地的偽軍名號各不相同，較爲著名的有“皇協軍”、“保安隊”、“警備隊”等稱呼。由於偽軍大多參與了對国民政府军以及中国共产党军队的戰爭，战后國民政府对部分伪军进行了清算和改编。中共政府则把伪军与“顽军”（国民党强硬反共的部隊）合称“伪顽”。

## 中國
在抗日戰爭時期，日本佔領區內的反抗活動此起彼伏，日军為鎮壓地方反抗，被牽制了大量的作戰用正規軍。為解決前綫作戰兵力不足的現象，希望利用當地現有的兵員維持統治，招募當地人民來負責佔領區治安。根據日本佔領區的傀儡政權的管轄範圍，設立如“南京和平建國軍”、“華北治安軍”等，各佔領區政權沒有干預其他政權轄下偽軍活動的權利，但日本軍官有權隨時任意調遣地區的偽軍。
1938年時，偽軍在中國的數量約為78000人。1940年汪精衛與日本合作，建立新的南京国民政府（汪精卫政权）后，在華偽軍數量急劇上昇至14.5万人。1943年5月14日，龐炳勛、孫殿英兩人聯名通電投日，所率領的軍隊员额龐大。在中国東北方面，1940年时的满洲国军人数正规军约10万余人（30个旅）；武装较好的警察队约5万名以上，‘兴安军’约1万名以上。
1945年初，仅汪精卫政权统治区就有伪军40万余。
日本战败后，在对待原汪精卫政权辖下的部队，陈诚令军政部不收编伪军，僅以军或师番号改編，军改编为纵队；师改编为总队；并于纵队、总队之前冠以暂编二字。
- 暂编第一纵队：原属于伪华北治安军。抗战后隶属于门致中的华北暂编第一路，后改编为保定绥靖公署保安总司令部。
- 暂编第二纵队：原属于伪华北治安军。抗战后隶属于门致中的华北暂编第一路。
- 暂编第三纵队：孙殿英，驻汤阴。1947年4-5月间，孙连仲援军被歼灭的前提下，受到刘邓大军攻击，暂编第三纵队守城28天，城破。
- 暂编第四纵队：张岚锋，驻商丘。先是对阵豫皖苏的解放军，后用于鲁西南。1947年1月的巨金鱼战役覆灭。
- 暂编第五纵队：孙良诚，先驻兵豫东，后驻兵苏北。淮海战役之初在徐州东南被歼灭。
- 暂编第七纵队：吴化文

## 其他国家
在中华人民共和国未与大韩民国建交之前，中華人民共和國官方长期称呼大韩民国国军为“南朝鲜伪军”，简称“南伪军”。现今的朝鲜民主主义人民共和国政府因不承认韩国的合法性，也将韩军称为“南朝鮮傀儡军”（남조선 괴뢰군，尤其是韩国保守派执政时期），而韓國官方在2000年以前也將朝鮮人民軍相應稱為「北傀軍」（북괴군），其後則以「北韓軍」（북한군）取代。
中华人民共和国亦曾称越南共和国军为“南越伪军”，简称“南伪军”。
烏東顿巴斯亲俄武装被烏克蘭政府稱為伪军。乌东顿涅茨克人民共和国和卢甘斯克人民共和国亦称对方为伪军。